# てっぺんの向こうにあなたがいる
『てっぺんの向こうにあなたがいる』は、2025年10月31日に公開予定の日本映画。監督は阪本順治、主演は吉永小百合。
世界最高峰の山として知られるエベレストに女性で世界初登頂に成功した登山家・田部井淳子の実話を、エッセイ『人生、山あり“時々”谷あり』を原案とする形で描く。

## キャスト
- 多部純子：吉永小百合
- 多部純子（青年期）：のん[5][6]
- 多部教恵：木村文乃[5][6]
- 多部真太郎：若葉竜也[5][6]
- 多部正明（青年期）：工藤阿須加[5][6]
- 北山悦子（青年期）：茅島みずき[5][6]
- 和田光沙[5]
- 円井わん[5]
- 安藤輪子[5]
- 中井千聖[5]
- 長内映里香[5]
- 三浦誠己[5]
- 金井勇太[5]
- カトウシンスケ[5]
- 森優作[5]
- 濱田マリ[5]
- 浅見小四郎[5]
- 北山悦子：天海祐希[7]
- 多部正明：佐藤浩市[7]

## スタッフ
- 原案：田部井淳子『人生、山あり“時々”谷あり』（潮出版社）[4][7]
- 監督：阪本順治
- 脚本：坂口理子[7][8]
- 音楽：安川午朗[8]
- 製作総指揮：木下直哉[7][8]
- エグゼクティブプロデューサー：武部由実子[8]
- プロデューサー：冨永理生子[8]
- アソシエイトプロデューサー：椎井友紀子[8]
- 音楽プロデューサー：津島玄一[8]
- 撮影：笠松則通[8]
- 照明：渡邊孝一[8]
- 録音：照井康政[8]
- 美術：杉本亮[8]
- 装飾：佐藤孝之[8]
- 編集：普嶋信一[8]
- 衣装：大塚満[8]
- ヘアメイク：豊川京子[8]
- 音響効果：小島彩[8]
- VFXスーパーバイザー：白倉慶二、興村暁人[8]
- 助監督：小野寺昭洋[8]
- 製作担当：松田憲一良[8]
- ラインプロデューサー：鈴木嘉弘[8]
- 特別協賛：三井不動産レジデンシャル
- 協賛：スターツグループ
- 特別協力：JR東日本、五島の椿
- 宣伝協力：JAPAN AIRLINES
- 後援：東京都医師会
- ヘアメイク協力：アートネイチャー
- 協力：一般社団法人 田部井淳子基金[7][9]
- 配給：キノフィルムズ[3][4][7]
- 制作プロダクション：キノフィルムズ、ドラゴンフライエンタテインメント[9]
- 企画・製作：木下グループ[7]
- 製作：「てっぺんの向こうにあなたがいる」製作委員会（木下グループ、朝日新聞社、読売新聞社、報知新聞社）[9]